# Danh sách đĩa nhạc của Dido
Danh sách đĩa nhạc của nữ ca sĩ nhạc pop người Anh Dido bao gồm 4 album phòng thu, một album thu thử "Odds & Ends", một EP, 20 đĩa đơn và một album video. Cô bắt đầu sự nghiệp âm nhạc năm 1995, khi trình diễn và lưu diễn cùng với ban nhạc trip hop Faithless. Năm 1997, cô bắt đầu tự sáng tác và ký hợp đồng cùng với Arista Records tại Hoa Kỳ.
Album đầu tay No Angel được phát hành vào tháng 6 năm 1999. Một năm sau đó, rapper Eminem sử dụng phần nhạc mẫu của bài hát "Thank You" trong nhạc phẩm ăn khách "Stan", đạt vị trí đầu bảng tại Anh Quốc và được chứng nhận đĩa bạch kim. Sự thành công của đĩa đơn đưa người nghe trên toàn thế giới đến Dido và No Angel. Với thể loại Pop, Rock và điện tử, No Angel đạt vị trí đầu bảng và được chứng nhận đĩa bạch kim đến 10 lần tại Anh. Tại Hoa Kỳ, album đạt vị trí thứ 4 và được chứng nhận đĩa bạch kim bốn lần. Đĩa đơn bán được hơn 21 triệu bản trên toàn cầu. Album cho ra 7 đĩa đơn, 3 trong số đó đạt đến top 20 tại Anh Quốc. Năm 2002, album thắng một giải BRIT cho "Album Anh Quốc xuất sắc nhất".
Album thứ hai, Life for Rent được phát hành tháng 9 năm 2003. Album đạt vị trí đầu bảng và được chứng nhận bạch kim 9 lần tại Anh. Album tiếp tục đạt vị trí thứ 4 tại Mỹ và được chứng nhận hai lần bạch kim. Life for Rent bán được 13 triệu bản và phát hành được 4 đĩa đơn lọt vào top 40. Năm 2004, đĩa đơn đầu từ album "White Flag" thắng một giải BRIT cho "Đĩa đơn Anh Quốc xuất sắc nhất" và một giải Ivor Novello Award cho "Đĩa đơn Quốc tế của năm".
Safe Trip Home được phát hành vào tháng 11 năm 2008, đạt vị trí Á quân tại Anh và vị trí thứ 13 tại Hoa Kỳ. Đĩa đơn đầu tiên trích từ album "Don't Believe in Love" được phát hành vào tháng 10 năm 2008, đạt vị trí thứ 54 tại UK Singles Charts và tại các bảng xếp hạng khác tại Áo, Bỉ, Ý, Hà Lan và Thuỵ Sĩ. Girl Who Got Away tiếp tục được ra mắt vào tháng 3 năm 2013, đạt vị trí thứ năm tại Anh. "No Freedom" được phát hành dưới dạng đĩa đơn đầu tiên trích từ album trong tháng 1 năm 2013, đạt thành công tại Anh Quốc, Bỉ, Pháp, Đức, Hà Lan và Thuỵ Sĩ. "End of Night" được phát hành làm đĩa đơn thứ hai (thứ ba tính theo tổng thể) vào tháng 5 năm 2013. Tính từ năm 1999 đến nay, Dido đã bán hơn 40 triệu album trên toàn thế giới.
Greatest Hits, album tổng hợp đầu tiên của Dido, được phát hành vào tháng 11 năm 2013, đạt vị trí thứ 27 tại Anh. Album tập hợp tất cả đĩa đơn của Dido từ 4 album No Angel (1999), Life for Rent (2003), Safe Trip Home (2008) và Girl Who Got Away (2013). Album cũng có một bài hát mới, "NYC", cũng như tập hợp những bản phối lại và sản phẩm hợp tác của Dido.

## Album

### Album phòng thu
| Tựa đề            | Chi tiết album                                                                                      | Thứ hạng cao nhất | Thứ hạng cao nhất | Thứ hạng cao nhất | Thứ hạng cao nhất | Thứ hạng cao nhất | Thứ hạng cao nhất | Thứ hạng cao nhất | Thứ hạng cao nhất | Thứ hạng cao nhất | Thứ hạng cao nhất | Doanh số                                                                            | Các chứng nhận |
| Tựa đề            | Chi tiết album                                                                                      | Anh Quốc          | Úc                | Áo                | Canada            | Pháp              | Đức               | Hà Lan            | New Zealand       | Thuỵ Sĩ           | Mỹ                | Doanh số                                                                            | Các chứng nhận |
| ----------------- | --------------------------------------------------------------------------------------------------- | ----------------- | ----------------- | ----------------- | ----------------- | ----------------- | ----------------- | ----------------- | ----------------- | ----------------- | ----------------- | ----------------------------------------------------------------------------------- | --- |
| No Angel          | - Phát hành: 16 tháng 6 năm 1999 - Hãng đĩa: Arista - Định dạng: CD, DVD, LP, cassette, tải nhạc số | 1                 | 1                 | 1                 | 4                 | 1                 | 2                 | 3                 | 1                 | 2                 | 4                 | - Anh Quốc: 3,081,716 - Pháp: 1,262,800 - Mỹ: 4,200,000 - Toàn thế giới: 21,000,000 | - Anh Quốc: · 10× Bạch kim - Úc: · 6× Bạch kim - Đức: · 3× Vàng - Áo: · Bạch kim - Thụy Sĩ: · 3× Bạch kim - Canada: · 4× Bạch kim - Mỹ: · × 4× Bạch kim - New Zealand: · 5× Bạch kim - Pháp: · Kim cương    |
| Life for Rent     | - Phát hành: 29 tháng 9 năm 2003 - Hãng đĩa: Arista - Định dạng: CD, LP, cassette, tải nhạc số      | 1                 | 1                 | 2                 | 2                 | 1                 | 1                 | 1                 | 1                 | 1                 | 4                 | - Anh Quốc: 2,881,364 - Pháp: 622,400 - Mỹ: 2,100,000 - Toàn thế giới: 13,000,000   | - Anh Quốc: · 9× Bạch kim - Úc: · 6× Bạch kim - Đức: · 3× Bạch kim - Áo: · Bạch kim - Thụy Sĩ: · 3× Bạch kim - Canada: · 3× Bạch kim - Mỹ: · 2× Bạch kim - New Zealand: · 4× Bạch kim - Pháp: · 2× Bạch kim |
| Safe Trip Home    | - Phát hành: 17 tháng 11 năm 2008 - Hãng đĩa: Arista - Định dạng: CD, tải nhạc số                   | 2                 | 6                 | 11                | 9                 | 3                 | 3                 | 8                 | 6                 | 1                 | 13                | - Anh Quốc: 260,000 - Toàn thế giới: 5,000,000                                      | - Anh Quốc: · Vàng - Úc: · Vàng - Đức: · Vàng - Thụy Sĩ: · Bạch kim - New Zealand: · Vàng - Pháp: · Vàng |
| Girl Who Got Away | - Phát hành: 4 tháng 3 năm 2013 - Hãng đĩa: RCA - Định dạng: CD, LP, tải nhạc số                    | 5                 | 12                | 6                 | 10                | 3                 | 2                 | 8                 | 11                | 2                 | 32                | - Anh Quốc: 100,000 - Toàn thế giới: 500,000                                        | - Anh Quốc: · Bạc |

### Album trực tiếp
| Tựa đề                  | Chi tiết album                                                                        | Thứ hạng cao nhất | Thứ hạng cao nhất | Thứ hạng cao nhất | Các chứng nhận   |
| Tựa đề                  | Chi tiết album                                                                        | Úc                | Đức               | Bồ Đào Nha        | Các chứng nhận   |
| ----------------------- | ------------------------------------------------------------------------------------- | ----------------- | ----------------- | ----------------- | ---------------- |
| Live at Brixton Academy | - Phát hành: 21 tháng 6 năm 2005 - Hãng đĩa: Arista - Định dạng: CD, DVD, tải nhạc số | 53                | 50                | 19                | - Úc: · Bạch kim |

### Album tổng hợp
| Tựa đề        | Chi tiết album                                                                 | Thứ hạng cao nhất | Thứ hạng cao nhất | Thứ hạng cao nhất | Thứ hạng cao nhất |
| Tựa đề        | Chi tiết album                                                                 | Anh Quốc          | Úc                | Pháp              | Thuỵ Sĩ           |
| ------------- | ------------------------------------------------------------------------------ | ----------------- | ----------------- | ----------------- | ----------------- |
| Greatest Hits | - Phát hành: 25 tháng 11 năm 2013 - Hãng đĩa: RCA - Định dạng: CD, tải nhạc số | 27                | 96                | 170               | 57                |

### Đĩa mở rộng
| Tựa đề                 | Chi tiết album                                                               |
| ---------------------- | ---------------------------------------------------------------------------- |
| The Highbury Fields EP | - Phát hành: 1999 - Hãng đĩa: Arista - Định dạng: CD                         |
| Dido Live              | - Phát hành: 21 tháng 6 năm 2005 - Hãng đĩa: Arista - Định dạng: Tải nhạc số |

## Đĩa đơn

### Nghệ sĩ chính
| Tựa đề                                                                          | Năm  | Thứ hạng cao nhất | Thứ hạng cao nhất | Thứ hạng cao nhất | Thứ hạng cao nhất | Thứ hạng cao nhất | Thứ hạng cao nhất | Thứ hạng cao nhất | Thứ hạng cao nhất | Thứ hạng cao nhất | Thứ hạng cao nhất | Các chứng nhận                                                                            | Album                        |
| Tựa đề                                                                          | Năm  | Anh Quốc          | Úc                | Áo                | Pháp              | Đức               | Ireland           | Hà Lan            | New Zealand       | Thuỵ Sĩ           | Mỹ                | Các chứng nhận                                                                            | Album                        |
| ------------------------------------------------------------------------------- | ---- | ----------------- | ----------------- | ----------------- | ----------------- | ----------------- | ----------------- | ----------------- | ----------------- | ----------------- | ----------------- | ----------------------------------------------------------------------------------------- | ---------------------------- |
| "Here with Me"                                                                  | 1999 | 4                 | 52                | 9                 | 4                 | 16                | 8                 | 3                 | 3                 | 6                 | 108               | - Anh Quốc: · Bạc - Pháp: · Vàng                                                          | No Angel                     |
| "Don't Think of Me"                                                             | 2000 | —                 | —                 | —                 | —                 | —                 | —                 | —                 | —                 | —                 | —                 |                                                                                           | No Angel                     |
| "Thank You"                                                                     | 2000 | 3                 | —                 | 25                | 30                | 41                | 5                 | 29                | 3                 | 16                | 3                 | - Anh Quốc: · Bạc - Úc: · Vàng                                                            | No Angel                     |
| "Hunter"                                                                        | 2001 | 17                | 50                | —                 | 45                | —                 | 48                | 73                | 28                | 59                | —                 |                                                                                           | No Angel                     |
| "All You Want"                                                                  | 2001 | —                 | —                 | —                 | —                 | —                 | —                 | —                 | —                 | —                 | —                 |                                                                                           | No Angel                     |
| "White Flag"                                                                    | 2003 | 2                 | 1                 | 1                 | 5                 | 1                 | 2                 | 5                 | 12                | 2                 | 18                | - Anh Quốc: · Vàng - Úc: · Vàng - Đức: · Vàng - Áo: · Vàng - Thụy Sĩ: · Vàng - Mỹ: · Vàng | Life for Rent                |
| "Life for Rent"                                                                 | 2003 | 8                 | 28                | 31                | 24                | 33                | 8                 | 24                | 17                | 19                | —                 |                                                                                           | Life for Rent                |
| "Don't Leave Home"                                                              | 2004 | 25                | —                 | 54                | —                 | 67                | 35                | 38                | —                 | 45                | —                 |                                                                                           | Life for Rent                |
| "Sand in My Shoes"                                                              | 2004 | 29                | 37                | 57                | —                 | 54                | 27                | 59                | —                 | 95                | —                 |                                                                                           | Life for Rent                |
| "Don't Believe in Love"                                                         | 2008 | 54                | —                 | 29                | —                 | —                 | —                 | 83                | —                 | 16                | —                 |                                                                                           | Safe Trip Home               |
| "Quiet Times"                                                                   | 2009 | —                 | —                 | —                 | —                 | —                 | —                 | —                 | —                 | —                 | —                 |                                                                                           | Safe Trip Home               |
| "Everything to Lose"                                                            | 2010 | —                 | —                 | —                 | —                 | —                 | —                 | —                 | —                 | —                 | —                 |                                                                                           | Nhạc phim Sex and the City 2 |
| "No Freedom"                                                                    | 2013 | 51                | —                 | —                 | 64                | 59                | —                 | 98                | —                 | 28                | —                 |                                                                                           | Girl Who Got Away            |
| "End of Night"                                                                  | 2013 | —                 | —                 | —                 | —                 | —                 | —                 | —                 | —                 | —                 | —                 |                                                                                           | Girl Who Got Away            |
| "—" Đĩa đơn không có mặt trên bảng xếp hạng hoặc không phát hành ở quốc gia đó. |      |                   |                   |                   |                   |                   |                   |                   |                   |                   |                   |                                                                                           |                              |

### Nghệ sĩ khách mời
| Tựa đề & đồ họa                                                               | Năm  | Thứ hạng cao nhất | Thứ hạng cao nhất | Thứ hạng cao nhất | Thứ hạng cao nhất | Thứ hạng cao nhất | Thứ hạng cao nhất | Thứ hạng cao nhất | Thứ hạng cao nhất | Thứ hạng cao nhất | Thứ hạng cao nhất | Chứng nhận | Album                     |
| Tựa đề & đồ họa                                                               | Năm  | Anh Quốc          | Úc                | Áo                | Pháp              | Đức               | Ireland           | Hà Lan            | New Zealand       | Thuỵ Điển         | Mỹ                | Chứng nhận | Album                     |
| ----------------------------------------------------------------------------- | ---- | ----------------- | ----------------- | ----------------- | ----------------- | ----------------- | ----------------- | ----------------- | ----------------- | ----------------- | ----------------- | --- | ------------------------- |
| "Stan" (Eminem hợp tác cùng Dido)                                             | 2000 | 1                 | 1                 | 1                 | 4                 | 1                 | 1                 | 3                 | 14                | 1                 | 51                | - Anh Quốc: · Bạch kim - Úc: · 2× Bạch kim - Đức: · Bạch kim - Áo: · Vàng - Thụy Sĩ: · Vàng - Pháp: · Bạch kim | The Marshall Mathers LP   |
| "One Step Too Far" (Faithless hợp tác cùng Dido)                              | 2002 | 6                 | 21                | —                 | —                 | 48                | 8                 | 47                | —                 | 51                | —                 | | Outrospective             |
| "Feels Like Fire" (Santana hợp tác Dido)                                      | 2003 | —                 | —                 | —                 | —                 | —                 | —                 | —                 | 26                | —                 | —                 | | Shaman                    |
| "Do They Know It's Christmas?" (cùng với Band Aid 20)                         | 2004 | 1                 | 9                 | 15                | 72                | 7                 | 1                 | 3                 | 1                 | 7                 | —                 | - Anh Quốc: · 2× Bạch kim                                                                                      | Đĩa đơn ngoài album       |
| "Sing" (Annie Lennox hợp tác cùng nhiều nghệ sĩ)                              | 2008 | 161               | —                 | —                 | —                 | —                 | —                 | —                 | —                 | —                 | —                 | | Songs of Mass Destruction |
| "Feelin' Good" (Faithless hợp tác cùng Dido)                                  | 2010 | 125               | —                 | —                 | —                 | —                 | —                 | —                 | —                 | —                 | —                 | | The Dance                 |
| "—" Album không có mặt trên bảng xếp hạng hoặc không phát hành ở quốc gia đó. |      |                   |                   |                   |                   |                   |                   |                   |                   |                   |                   | |                           |

### Đĩa đơn quảng bá
| Tựa đề & đồ họa                                | Năm  | Album             |
| ---------------------------------------------- | ---- | ----------------- |
| "Let Us Move On" (hợp tác cùng Kendrick Lamar) | 2012 | Girl Who Got Away |

## Nghệ sĩ khách mời
| Tựa đề               | Năm  | (Những) Nghệ sĩ khác      | Album                                       |
| -------------------- | ---- | ------------------------- | ------------------------------------------- |
| "Flowerstand Man"    | 1996 | Faithless                 | Reverence                                   |
| "Postcards"          | 1998 | Faithless                 | Sunday 8PM                                  |
| "Hem of His Garment" | 1998 | Faithless, Pauline Taylor | Sunday 8PM                                  |
| "Don't You Trust Me" | 2004 | 2Pac                      | Loyal to the Game                           |
| "No Roots"           | 2004 | Faithless                 | No Roots                                    |
| "I Eat Dinner"       | 2004 | Rufus Wainright           | Nhạc phim Bridget Jones: The Edge of Reason |
| "Time Takes Time"    | 2005 | Dusted                    | Safe from Harm                              |
| "Hurt U"             | 2005 | Dusted                    | Safe from Harm                              |
| "Winter"             | 2005 | Dusted                    | Safe from Harm                              |
| "Last This Day"      | 2006 | Faithless                 | To All New Arrivals                         |
| "Fire and Rain"      | 2007 | none                      | Sounds Eclectic: The Covers Project         |
| "North Star"         | 2010 | Faithless                 | The Dance                                   |
| "If I Rise"          | 2010 | A. R. Rahman              | 127 Hours: Music from the Motion Picture    |

## Video ca nhạc

### Nghệ sĩ chính
| Tựa đề                                  | Năm  | Đạo diễn          |
| --------------------------------------- | ---- | ----------------- |
| "Here with Me" (phiên bản 1)            | 1999 | Big TV!           |
| "Here with Me" (phiên bản 2)            | 2000 | Liz Friedlander   |
| "Thank You"                             | 2001 | Dave Meyers       |
| "Hunter"                                | 2001 | Matthew Rolston   |
| "All You Want"                          | 2001 | Russell Thomas    |
| "White Flag"                            | 2003 | Joseph Kahn       |
| "Life for Rent"                         | 2003 | Sophie Muller     |
| "Don't Leave Home"                      | 2004 | Jake Nava         |
| "Sand in My Shoes"                      | 2004 | Alex De Rakoff    |
| "Don't Believe in Love"                 | 2008 | AlexandLiane      |
| "Look No Further"                       | 2008 | Sally Williams    |
| "It Comes and It Goes"                  | 2008 | Tinge Krishnan    |
| "The Day Before the Day"                | 2008 | Cristiana Miranda |
| "Us 2 Little Gods"                      | 2009 | Marcus Prado      |
| "If I Rise" (hợp tác cùng A. R. Rahman) | 2011 | —                 |
| "No Freedom"                            | 2013 | Ethan Lader       |
| "End of Night"                          | 2013 | De La Muerte      |

### Nghệ sĩ khách mời
| Tựa đề                                                    | Năm  | Đạo diễn               |
| --------------------------------------------------------- | ---- | ---------------------- |
| "Stan" (Eminem hợp tác cùng Dido)                         | 2000 | Dr. Dre, Philip Atwell |
| "One Step Too Far" (Faithless hợp tác cùng Dido)          | 2002 | Liz Friedlander        |
| "Do They Know It's Christmas?" (hợp tác cùng Band Aid 20) | 2004 | Geoff Wonfor           |
| "Feelin' Good" (Faithless hợp tác cùng Dido)              | 2010 | —                      |